# Ivan Cvjetković
Ivan Cvjetković (ur. 2 stycznia 1960) – chorwacki piłkarz grający na pozycji napastnika.